# SP-316
A SP-316 é uma rodovia radial do estado de São Paulo, administrada pelo Departamento de Estradas de Rodagem do Estado de São Paulo (DER-SP).

## Denominações
Recebe as seguintes denominações em seu trajeto:
Nome:	Constante Peruchi, Rodovia
- De - até:	SP-330 - Cordeirópolis - Rio Claro
- Legislação:	Lei nº 9.257, de 18 de dezembro de 1995 [3]

## Descrição
| Km  | Município       | Região geográfica imediata |
| 157 | Cordeirópolis   | Limeira                    |
| 165 | Santa Gertrudes | Rio Claro                  |
| 174 | Rio Claro       | Rio Claro                  |

## Características

### Extensão
- Km Inicial: 157,000
- Km Final: 176,580

### Localidades atendidas
- Cascalho
- Cordeirópolis
- Santa Gertrudes
- Rio Claro